# Балаба, Дмитрий Владимирович
Дмитрий Владимирович Балаба (бел. Дзмітрый Уладзіміравіч Балаба, 1 июня 1972, Городилово, Молодечненский район, Минская область) — командир ОМОН ГУВД Мингорисполкома (с 2015). Полковник милиции. Один из организаторов разгона протестов после президентских выборов 2020 года.

## Биография
Родился 1 июня 1972 года в дер. Городилово Молодечненского района Минской области. Учился в Городиловской средней школе.
До службы в милиции окончил профессиональное училище и служил в армии, уволился с должности офицера запаса. В патрульной службе Молодечненской милиции у него были рота и взвод Вильнюсского ОМОН, который был расформирован в связи с активным участием в августовском перевороте 1991 года.
С 1993 года в ОМОН. В 1995 году переведен на работу в Минск.
В 1999—2000 годах был командиром 4-го оперативного взвода ОМОН Минского горисполкома. С 2002 по 2016 год — командир 2-й роты ОМОН Мингорисполкома.
В мае 2016 года назначен командиром ОМОН ГУВД Мингорисполкома. Балаба много лет руководил разгонами митингов оппозиции.

## Награды
- Медаль «80 лет белорусской милиции» (1997)[источник не указан 965 дней]
- Медаль «За безупречную службу» III степени[источник не указан 965 дней]
- Медаль «За безупречную службу» II степени[источник не указан 965 дней]
- Медаль «За безупречную службу» I степени (2015)[5]
- Медаль «За заслуги в охране общественного порядка» (2017)[6]

## Санкции ЕС, США и других стран
2 октября 2020 года Балаба был включён «Чёрный список ЕС». Совет Европейского Союза признал Балабу ответственным как командира ОМОН в Минске за кампанию репрессий и запугивания со стороны ОМОН в Минске после президентских выборов 2020 года, в частности произвольные аресты и жестокое обращение с мирными демонстрантами, включая пытки, а также запугивание и насилие в отношении журналистов. 20 ноября к пакету санкций ЕС присоединились Албания, Исландия, Лихтенштейн, Норвегия, Северная Македония, Черногория и Украина. Также осенью 2020 года Балабу включили в свои санкционные списки Канада, Великобритания, Швейцария.
Со 2 октября 2020 года Балаба также находится в санкционном списке специально обозначенных граждан и заблокированных лиц США за участие в действиях или политике, которые подрывают демократические процессы или институты, как командир минского ОМОН, организации, сотрудники которой избивали и задерживали мирных демонстрантов, журналистов и других лиц в столице, а также несут ответственность за бесчеловечное обращение с задержанными.

## Семья
- Жена
- Сын Артём Балаба, 31 марта 1994 г.р., командир 2-го взвода ОМОН Мингорисполкома[17].
- Сын Максим Балаба, учился в Минском городском кадетском училище им. М. В. Фрунзе, служит в ОМОН[18].

В марте 2021 года Артём Балаба был внесён в санкционные списки балтийских стран. В январе 2025 года Канада ввела санкции против Артёма и Максима Балаб, а также против Ольги Маршалович, жены Дмитрия Балабы.